# Ulstrup Slot
Ulstrup Slot är ett slott beläget i Ulstrup i Favrskovs kommun mitt på Jylland i Danmark.